# Nollåtta
Nollåtta, även 08:a, är en benämning på personer boende i Stockholmsområdet. Benämningen hänsyftar på telefonsystemets riktnummer för Stockholm som är 08.
Uttrycket var ursprungligen nedsättande men har sedermera anammats av stockholmarna själva. Den 8 augusti 2008, 080808, utropades till "Stockholmsdagen" av Stockholms stad och firades med  bland annat med konserter i Kungsträdgården och på Medborgarplatsen, dans på Stureplan och i Stadshuset och fyrverkerier. Alla barn som föddes den dagen fick bland annat dopsked, diplom, bok, livskort till Gröna Lund av staden vid en ceremoni några månader senare.

## Riktnumrets historik
Stockholms ursprungliga riktnummer var 010, men 1963 togs beslut om att byta till 08. Orsaken var ett behov av att gå över till sjusiffriga abonnentnummer till följd av ökat innehav av privata telefonabonnemang. I kombination med 010 skulle det totala numret blir tio siffror långt, vilket de elektromekaniska telefonväxlarna ej var konstruerade för. Ericsson-ingenjören Kurt Katzeff kom med lösningen att frigöra det föga använda 08, vilket skulle möjliggöra sjusiffriga nummer i Stockholm utan omkonstruktion av växlarna.
Riktnumret 010 kom från 1981 att återanvändas för Televerkets analoga mobilsystem NMT. I samband med att GSM infördes 1992 valde man att lägga sådana abonnemang i det nya riktnumret 070 samt att lägga ned tolv riktnummerområden (075x och 076x) i Stockholms läns ytterkanter. Dessa överfördes mellan 1987 och 1991 till 08 varvid dess abonnenter fick åttasiffriga abonnentnummer, något som inte längre var något problem för telefonsystemet. Nu är Norrtälje kommun den enda kommunen i Stockholms län som inte tillhör riktnummerområdet 08.
På så sätt frigjordes flera riktnummer för mobila och andra ickegeografiska tjänster. Åttasiffriga lokalnummer blev också norm för nya abonnentnummerserier i Stockholm vilket förenklade för Telias konkurrenter att erbjuda sammanhängande nummerserier till sina företagskunder.